# Aston Martin DBS (2007)
Aston Martin DBS – samochód sportowy klasy wyższej produkowany pod brytyjską marką Aston Martin w latach 2007–2012 oraz ponownie w latach 2018–2024 jako druga generacja modelu.

## Pierwsza generacja

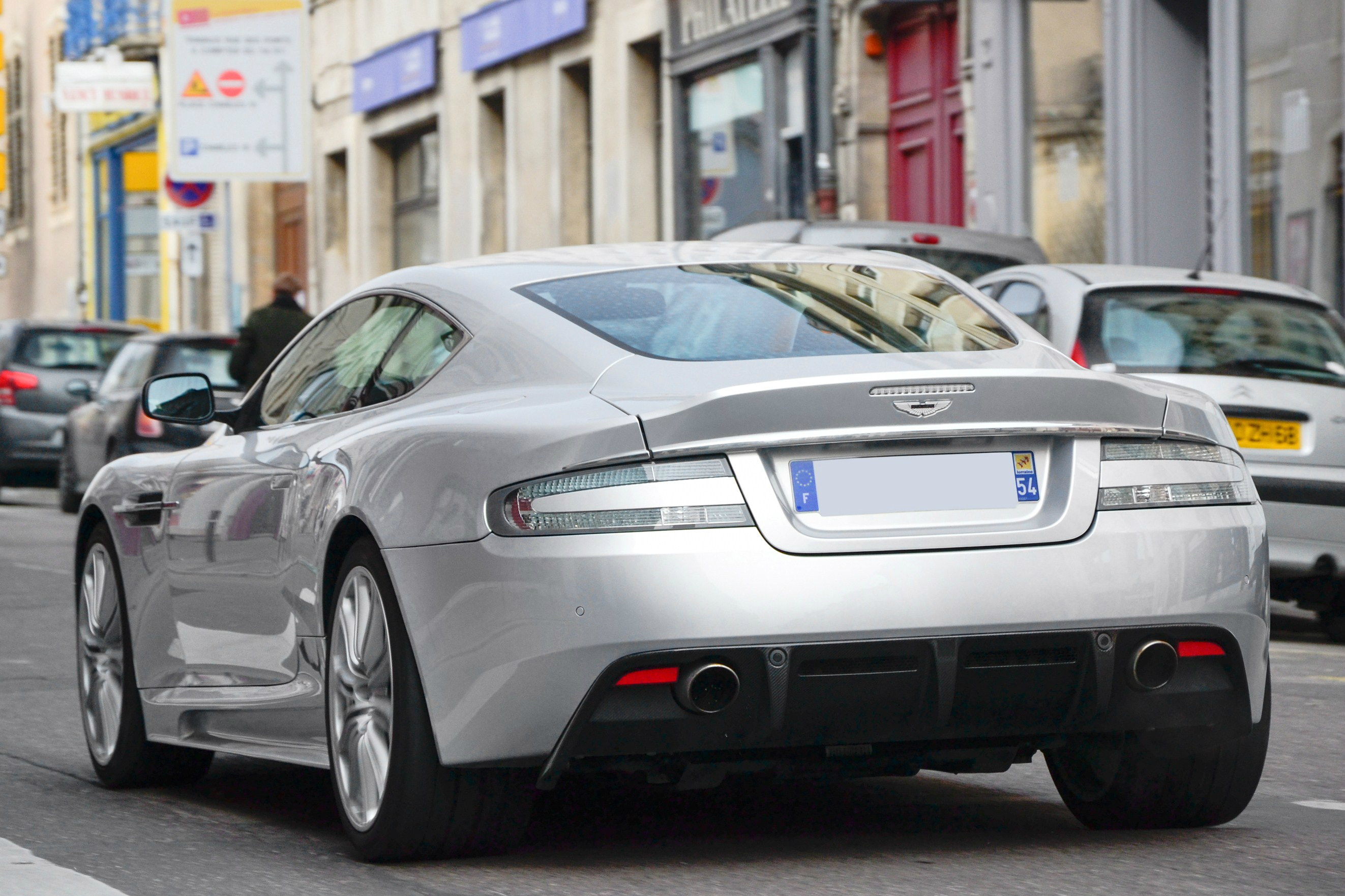
Aston Martin DBS I - tył

Aston Martin DBS I został zaprezentowany po raz pierwszy w 2007 roku.
Aston Martin zdecydował się w 2007 roku przywrócić do użytku nazwę DBS, którą dotychczas stosował model z lat 1967 - 1972.  Po raz pierwszy szerokiej widowni DBS został pokazany w 2006 roku w filmie Casino Royale, a także w 2008 roku w filmie Quantum of Solace. Samochód może posiadać 2 lub 4 miejsca w zależności od życzenia klienta. Wprowadzony model zastąpił produkowany do 19 lipca 2007 roku samochód Vanquish S.
Dzięki zmodyfikowanemu silnikowi V12 przeniesionemu z modelu Aston Martin DB9 przyspieszenie 0-100 km/h wynosi tylko 4,3 s. Prędkość maksymalna to 307 km/h.

### Silnik
- V12 5,9 l (5935 cm³), 4 zawory na cylinder, DOHC
- Układ zasilania: wtrysk
- Średnica cylindra × skok tłoka: 89,00 mm × 79,50 mm
- Stopień sprężania: 10,9:1
- Moc maksymalna: 510 KM (380kW) przy 6500 obr./min
- Maksymalny moment obrotowy: 570 N•m przy 5750 obr./min

### Osiągi
- Przyspieszenie 0-100 km/h: 4,3 s
- Prędkość maksymalna: 307 km/h

## Druga generacja

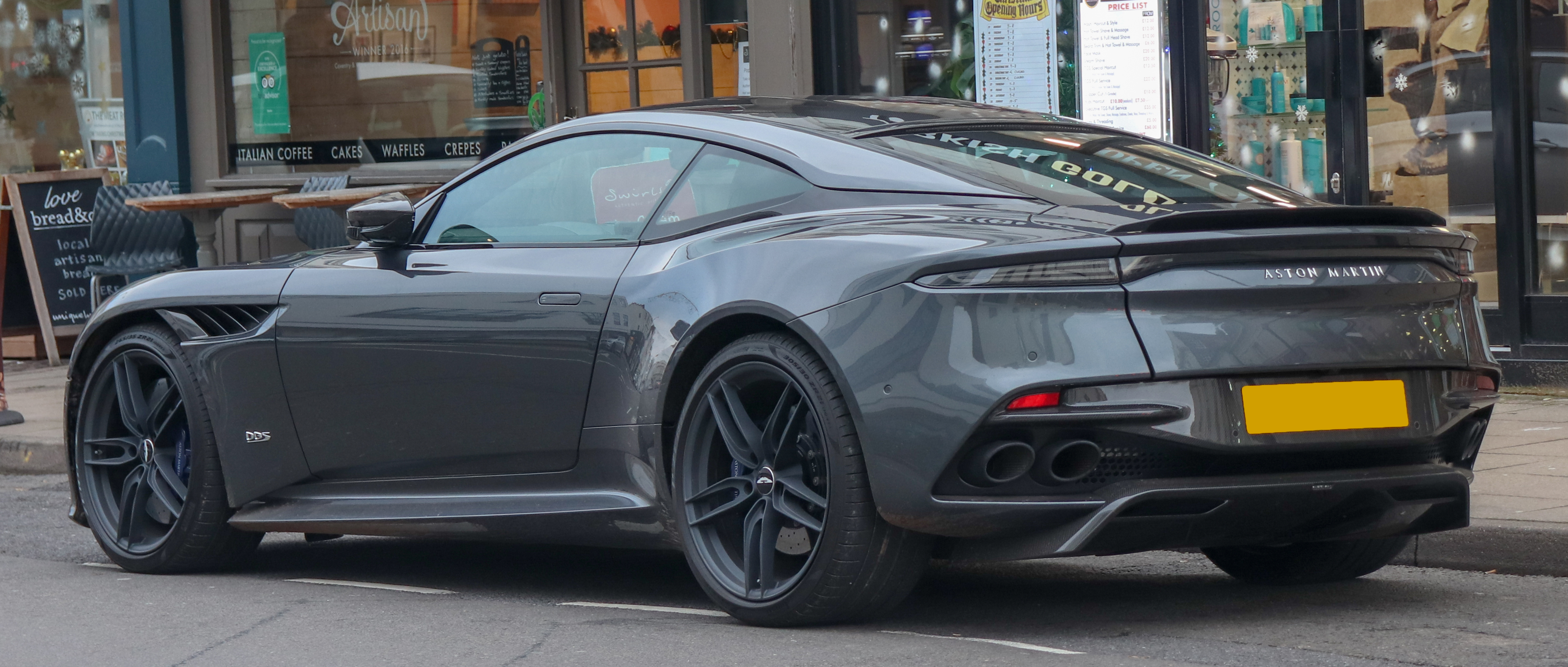
Aston Martin DBS Superleggera - tył

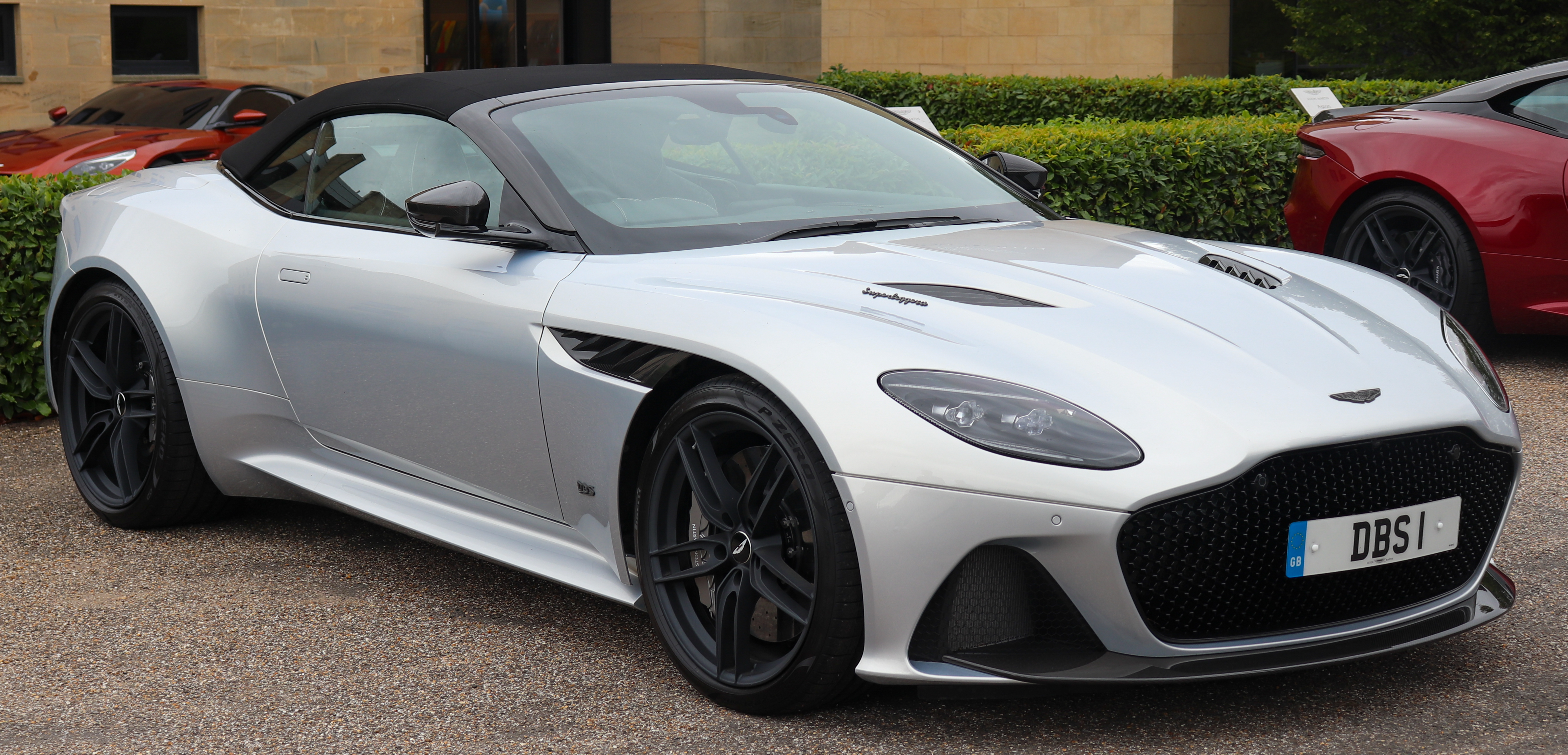
Aston Martin DBS Superleggera Volante

Aston Martin DBS II został zaprezentowany po raz pierwszy w 2018 roku.
W 2018 roku Aston Martin postanowił powtórzyć swoją praktykę sprzed 11 lat - model Vanquish ponownie zdecydował się zastąpić modelem z "DBS" w nazwie. Tym razem jednak w miejsce dotychczasowego Vanquisha II pojawił się samochód z bardziej rozbudowanym emblematem - Aston Martin DBS Superleggera. Podobnie jak w przypadku poprzednika, DBS jest usportowionym wariantem podstawowego DB - w tym przypadku, produkowanego od 2016 roku DB11. W stosunku do niego, DBS Superleggera uzyskał inaczej stylizowany przód z wyraźnie większą atrapą chłodnicy i innym kształtem zderzaków, inaczej wyglądającym tyłem i większą liczbą wlotów powietrza.
DBS Superleggera wyróżnia się też jednostką napędową. Pod maską znalazł się 5,2-litrowy silnik V12 o mocy 725 KM i maksymalnym momentem obrotowym wynoszącym 900 Nm. Jednostka o takich parametrach pozwala osiągnąć 100 km/h w 3,2 sekundy i maksymalnie pojechać 340 km/h. 
Sprzedaż samochodu ruszyła w trzecim kwartale 2018 roku zarówno w wersji coupe oraz kabriolet.